# دائرة البليدة
دائرة البليدة إحدى دوائر ولاية البليدة وتضم بلديات البليدة و بوعرفة.